# اوکلند ریدرز

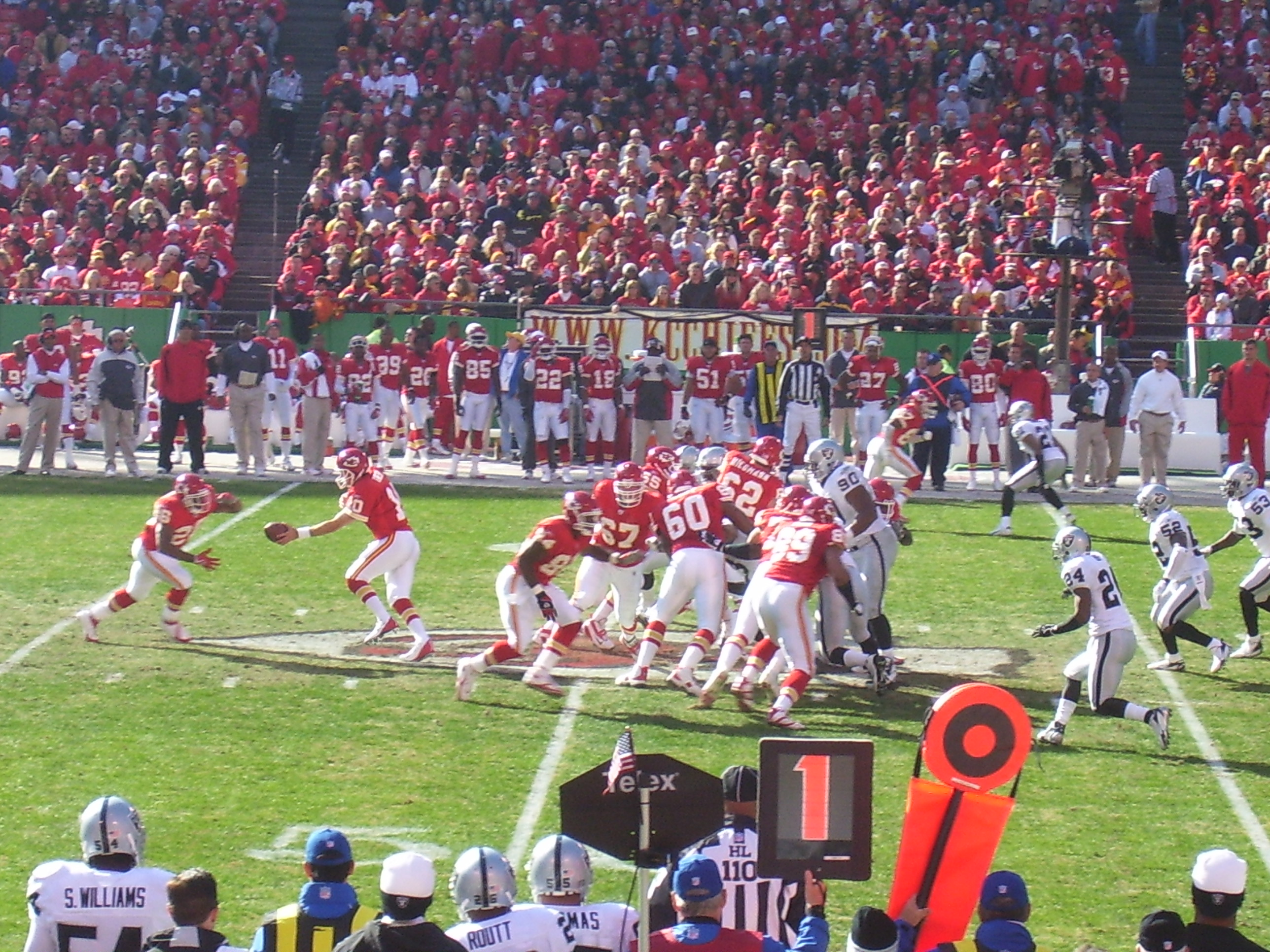

تیم فوتبال آمریکایی لاس وگاس ریدرز (به انگلیسی: Las Vegas Raiders) از شهر اوکلند در ایالت کالیفرنیا می‌باشد.
این تیم عضو لیگ ملی فوتبال آمریکا است.
ورزشگاه خانه این تیم ورزشگاه پل براون (به انگلیسی: Paul Brown Stadium) نام دارد.
از میان ایرانیان آمریکا در این تیم می‌توان به شهریار پوردانش اشاره کرد.

## وب‌گاه رسمی
- وبگاه رسمی تیم